# درگیری ارمنستان و جمهوری آذربایجان (۲۰۱۸)
درگیری ارمنستان و جمهوری آذربایجان (۲۰۱۸) (ارمنی: Հայ-ադրբեջանական ռազմական բախում (մայիս, 2018)) یا عملیات گونوت (به ترکی آذربایجانی: Günnüt əməliyyatı) یکی از درگیری‌های ارمنیان و آذری‌ها پس از جنگ قره‌باغ است که در ۲۰ مه ۲۰۱۸ میان نیروهای مسلح ارمنستان و نیروهای مسلح جمهوری آذربایجان و در خاک جمهوری خودمختار نخجوان آغاز شد. درگیری‌ها و عملیات نظامی منجر به تصرف چند روستا و جایگاه‌های استراتژیک و راهبردی در منطقه حائل و بی‌طرف از سوی جمهوری آذربایجان به پایان رسید. این مناطق پیش‌تر بخشی از منطقه بی‌طرف میان مرز جمهوری آذربایجان و ارمنستان بوده‌است. در اواخر ماه مه، ارتش مسلّح ناحیه نخجوان روستای گونوت در شهرستان شرور که در سال ۱۹۹۲ به‌دست نیروهای ارمنی به‌طور کامل ویران شده بود و دو کوه و جایگاه استراتژیک و راهبردی خونوت‌داغ و آغ‌بلاغ را در کنترل گرفتند. نیروهای مسلح جمهوری آذربایجان نیز کنترل موقعیت‌های استراتژیک را در نقاط مهری‌داغ و قزل‌قایه در شمال نخجوان را به دست گرفتند. گفته می‌شود که آن‌ها موقعیت‌هایی جدید را تسخیر کردند که در منطقه خنثی قبلاً اشغال‌نشده در جمهوری خودمختار نخجوان نزدیک دهکده روستای آرنی در استان وایوتس‌جور جای داشتند.
وزارت امور خارجه ارمنستان اقدامات جمهوری آذربایجان در مرز را اقدامات غیرقابل قبول و غیرمسئولانه با هدف تشدید وخامت اوضاع یاد کرد و این اقدام را محکوم کرد. او همچنین خاطرنشان کرد که سوءاستفاده از هرگونه نمایش حسن‌نیت و رویکرد انسان‌گرایانه از ارمنستان برای اهداف تبلیغاتی خود تأسف‌آور است اما در عین حال رفتارهای جمهوری آذربایجان بسیار قابل پیش‌بینی است. همچنین ارمنستان هشدار داد که هرگونه اقدام تحریک‌آمیز از سوی جمهوری آذربایجان بلافاصله متوقف شده و پاسخ مناسب طرف ارمنستان را به دنبال خواهد داشت.
در جریان درگیری‌ها یک سرباز نیروهای مسلح جمهوری آذربایجان کشته شد. همچنین یک یا دو سرباز نیروهای مسلح ارمنستان نیز کشته شدند.

## زمینه‌های درگیری
نیروهای ارمنی در سال ۱۹۹۲ میلادی کنترل روستای گونوت که بخشی از شهرستان شرور در جمهوری خودمختار نخجوان بود را به‌دست گرفتند.
در ۱۶ مه ۲۰۱۸ الهام علی‌اف، رئیس‌جمهور جمهوری آذربایجان، در میان سفر و بازدیدش از جمهوری خودمختار نخجوان اظهار داشت که نیروهای مسلح جمهوری آذربایجان در ناحیه نخجوان دارای موشک‌هایی است که به راحتی می‌توانند به پایتخت ارمنستان یعنی ایروان برسند. پس از آن، در ۱۷ مه، وزیر دفاع ارمنستان و سران وزارت امور خارجه ارمنستان ارمنستان از مرز ارمنستان و جمهوری خودمختار نخجوان بازدید کردند تا مواضع نظامی را تعقیب و بررسی کنند.

## درگیری
به گفته برخی از وبلاگ‌نویسان و سایت‌های خبری جمهوری آذربایجان، مواضع جمهوری آذربایجان در شهرستان شرور در جمهوری خودمختار نخجوان در معرض آتش توپخانه‌ای نیروهای مسلح ارمنستان قرار گرفت.
فردای آن روز ارتش جمهوری آذربایجان نتیجه گرفت که ضدحمله ضروری است. با دستور وزیر دفاع جمهوری آذربایجان، ذاکر حسن‌اف، ارتش محلی ناحیه نخجوان یک عملیات تهاجمی را در حوالی گونوت آغاز کرد.

## تنش‌ها

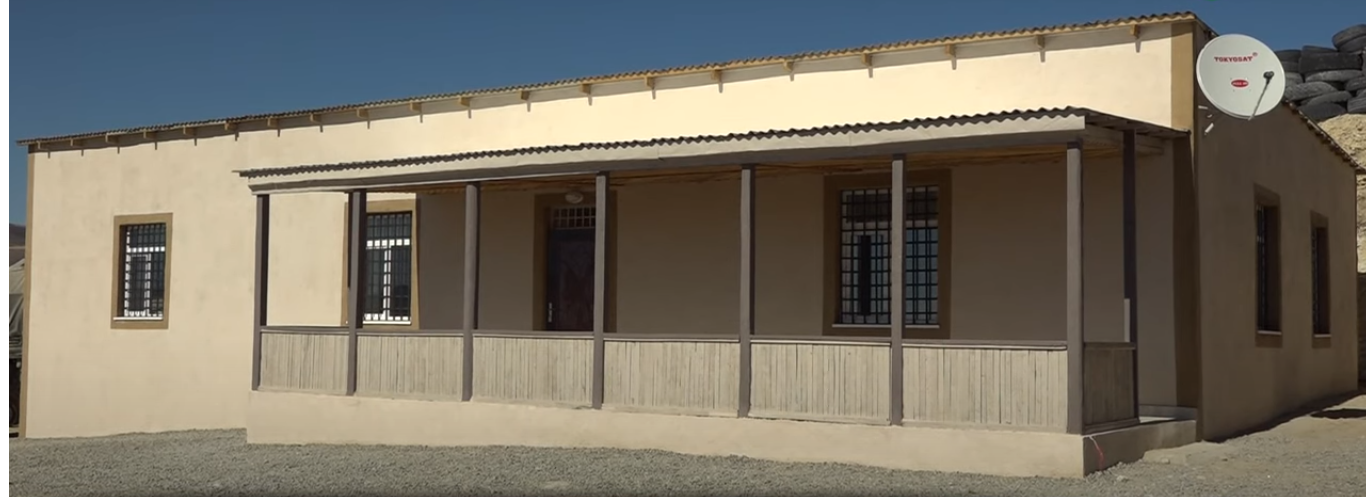
ارتش جمهوری آذربایجان پس از عملیات در گونوت پست‌های نظامی احداث کرد.

درگیری‌های گونون بزرگ‌ترین تقابل نظامی در خط ارتباطی نیروهای ارمنستان و جمهوری آذربایجان از زمان درگیری ارمنستان و جمهوری آذربایجان (۲۰۱۶) بود که در ۵ آوریل ۲۰۱۶ پایان یافت. در آن زمان گمانه‌زنی‌های گوناگونی در مورد آغاز عملیات ایجاد شده بود. کارشناسان نظامی آذری ارمنستان را به برنامه‌ریزی برای حمله به جمهوری خودمختار نخجوان متهم کردند.
در ۸ ژوئن ۲۰۱۸ دولت جمهوری آذربایجان اعلام کرد که شروع به ساخت و بازسازی جاده جدیدی به‌درازای ۵۰ کیلومتر کرده‌اند که در میان قره باغ کوهستانی ویران و تخریب شده بودند. نیروهای مسلح جمهوری آذربایجان موقعیت‌های جدیدی را در مکان‌های استراتژیک و راهبردی حائل به دست گرفتند.

### تلفات

#### تلفات آذری‌ها
در تاریخ ۲۰ مه ۲۰۱۸ وزارت دفاع جمهوری آذربایجان از کشته‌شدن یک سرباز پیاده‌نظام به‌نام عادل تاتاروف خبر داد که در هنگام انجام مأموریت رسمی در مرز نخجوان و ارمنستان درگذشت. طرف ارمنی اظهار داشت که سرباز آذری به‌سمت مرز پیشروی کرده بود. در پاسخ، وزیر دفاع ارمنستان جمهوری آذربایجان را به شکستن آتش‌بس متهم کرد و گفت که در هفته‌های اخیر، در بخش‌های خاصی از مرزهای ارمنستان و جمهوری آذربایجان، نیروهای آذری در حال انجام کارهای مهندسی فعالانه برای بهبود و پیشبرد مواضع خود هستند. با این وجود، در ۶ ژوئن، عادل تاتاروف با حکم وزیر دفاع جمهوری آذربایجان، سرلشکر ذاکر حسن‌اف مدال افتخاری شجاعت و دلاوری را دریافت کرد.
| رتبه‌بندی | نام                   | تاریخ تولد | تاریخ دفن  | محل دفن                                      |
| -------- | --------------------- | ---------- | ---------- | -------------------------------------------- |
| ۱        | عادل علی‌اوغلو تاتاروف | ۱۹۹۹       | ۲۱ مه ۲۰۱۸ | قیراق کسمن، شهرستان آغستفا، جمهوری آذربایجان |

#### تلفات ارامنه
وزارت دفاع جمهوری آذربایجان ادعا کرد که در جریان عملیات سه سرباز ارمنی کشته شده‌اند. وزیر دفاع ارمنستان مرگ مارتین خاچاتریان را تأیید کرد، اما ادعای کشته‌شدن هملت گریگوریان در جمهوری خودمختار نخجوان را تکذیب کرد. آن‌ها گزارش دادند که وی در بخش‌های شرقی جمهوری آرتساخ خودکشی کرده‌است.
| رتبه‌بندی | نام                                 | تاریخ تولد | تاریخ دفن  | محل دفن |
| -------- | ----------------------------------- | ---------- | ---------- | ------- |
| ۱        | مارتین گریگور خاچاتریان             | ۱۹۹۹       | ۲۳ مه ۲۰۱۸ | ؟       |
| ۲        | هملت نورایر گریگوریان (مورد اختلاف) | ۱۹۹۹       | ۲۱ مه ۲۰۱۸ | ؟       |